# Севен де Кенси, Шарль
Шарль Севен (фр. Charles Sevin; 1664, Мо — 10 января 1738, Сен-Жермен-ан-Ле), называемый маркизом де Кенси — французский офицер и военный писатель.

## Биография
Четвертый сын Огюстена Севена, сеньора де Кенси, и Маргерит-Франсуазы де Глапьон, брат военного мемуариста Жозефа Севена де Кенси.
Сеньор де Шарни и де Монгодфруа. Капитан и великий бальи Мо (1699).
Был младшим капралом в роте мушкетеров. Долгое время служил в артиллерии, пока не был произведен в артиллерийские лейтенанты. Был ранен во Втором Гохштедтском сражении. В 1705—1708 годах служил вторым артиллерийским лейтенантом в Рейнской армии, в 1707-м командовал артиллерией у Виллара и весьма в том году отличился, а в следующем году содействовал кампании курфюрста Баварского на Рейне. Служил на Рейне до конца войны.
2 мая 1716 получил генеральное лейтенантство артиллерии в Нормандском департаменте. 1 февраля 1719 был произведен в бригадиры, а 9 февраля 1720 назначен королевским наместником в Нижней Оверни и сохранял эту должность до конца жизни. 1 января 1728 получил пенсион в 1500 ливров.
Умер в Сен-Жермен-ан-Ле в своем доме на улице Ле-Мьет.
В 1726 году издал в Париже восьмитомную «Военную историю царствования Людовика Великого, короля Франции» (Histoire militaire du regne de Louis le Grand, roi de France, 8 vol. in-4°) с картами и планами. Восьмой том этого труда был периздан в Гааге под названием «Искусство вести войну» (Art de faire de guerre. — La Haye, 1728, 2 vol. in-12).

## Семья
Жена (31.07.1696): Женевьева Пеко (14.02.1679—6.02.1755), дочь Пьера Пеко, сеньора де Сен-Мориса, секретаря королевского совета, разбогатевшего на финансовых операциях, и Катрин де Латтеньян. По смерти мужа удалилась в обитель Ле-Мирамон на Турнельской набережной, затем в монастырь визитанток в Мо, где и умерла
Дочь:
- Катрин-Шарлотта (17.08.1699—27.02.1736). Муж (3.11.1721): Рене Журден де Лоне (1673—1749), губернатор Бастилии